# ハングルタイプライター
ハングルタイプライターは、ハングルを印字するためのタイプライターである。ハングルは「字母」と呼ばれる構成要素の組み合わせによって表現される文字であり、ハングルタイプライターのキーは字母に対応している。
大韓民国においては、ハングル専用政策が採られ、公文書をタイプライターで作成することが制度化されたことなどを背景として、タイプライターが一般に普及した。ハングルタイプライターは1980年代にコンピューターの普及が始まるまで、「ハングルの機械化」を先導した。

## 歴史

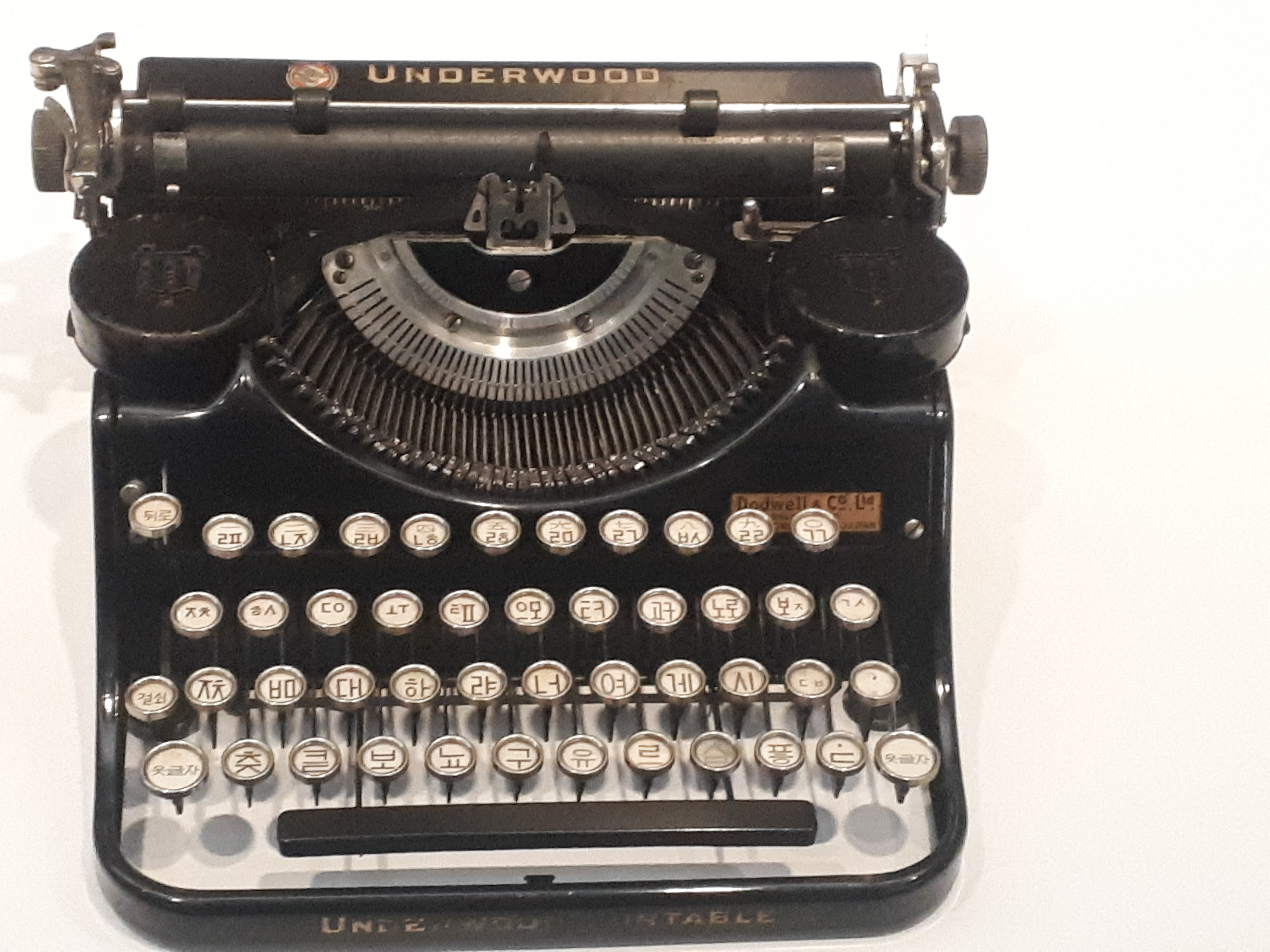
宋基周のタイプライター

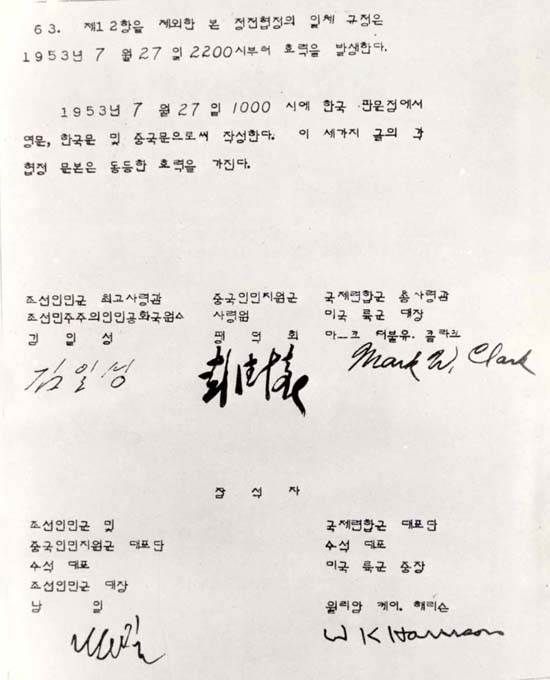
朝鮮戦争休戦協定の正文。公炳禹式ハングルタイプライターで作成されている。

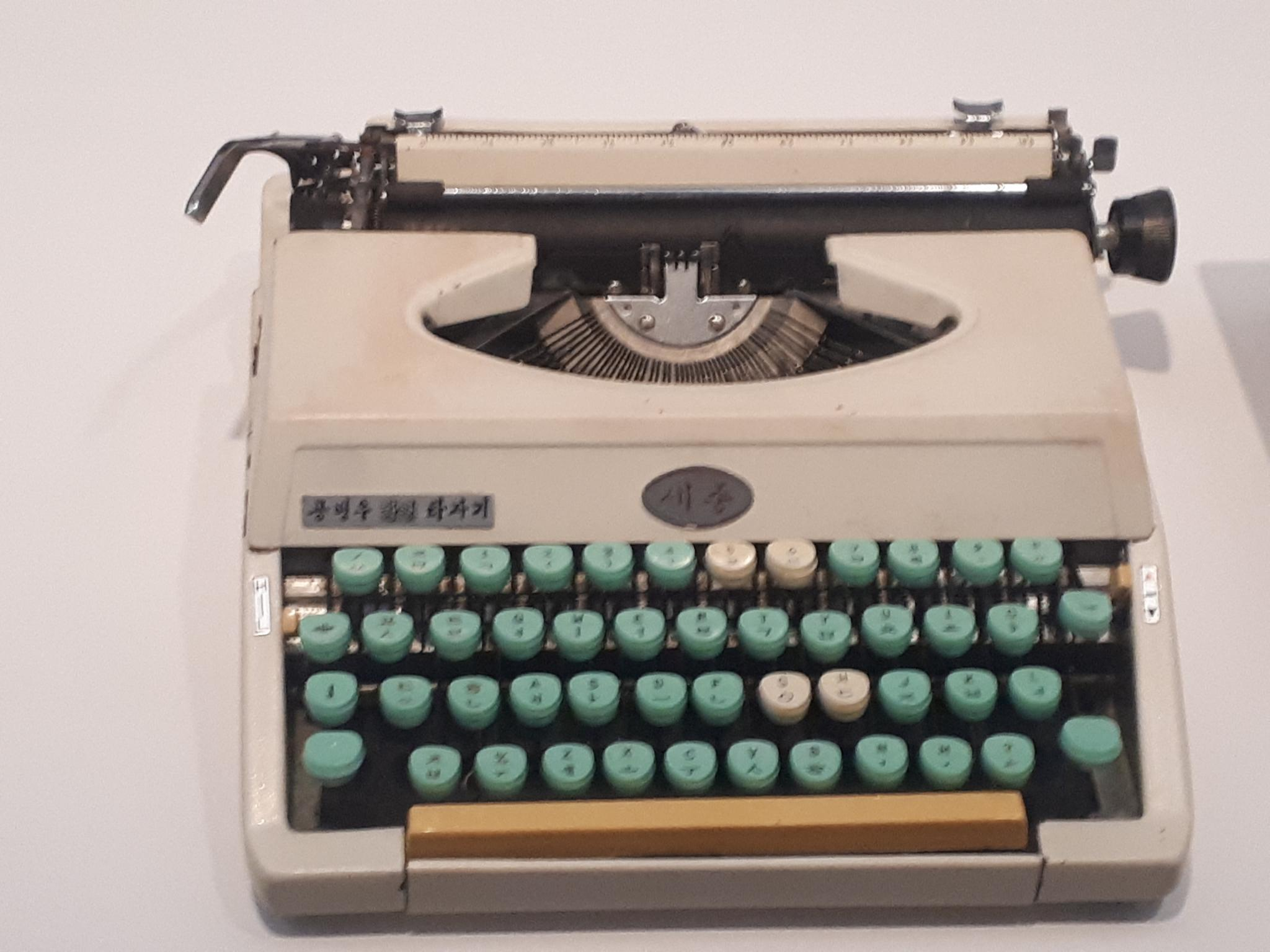
公炳禹式鍵盤配列（3ボル式）を用いたタイプライター

### 最初期のハングルタイプライター
タイプライターでハングルを印字する装置は、1914年に在米韓国人の李元翼（イ・ウォニク/이원익）が英文タイプライターにハングル活字を取り付けたものが最初とされている。
その後1929年頃に、在米中の宋基周（ソン・ギジュ/송기주）がアンダーウッド社の携帯タイプライターを改造し、4ボル式（「ボル」については後述）・縦書き用のタイプライターを作った（1934年に朝鮮で公開された）。宋基周の4ボル式タイプライターは取扱説明書とともに現存しており（国立ハングル博物館所蔵）、韓国に現存する最古のハングルタイプライターとして、国家登録文化財第771号に登録されている。
ただし、アメリカ在住者が英文タイプライターを改造した初期のハングルタイプライターは、朝鮮で一般的に普及するものではなかった。

### 公炳禹と金東勲の登場
ハングルを印字するための専用のタイプライターが考案されるのは、第二次世界大戦以後である。1949年、朝鮮発明奨励会は、横書きのハングルタイプライターの発明案を公募した。1等受賞者はいなかったが、2等を受賞したうちの一人が公炳禹（コン・ビョンウ/공병우）、3等を受賞したうちの一人が金東勲（キム・ドンフン/김동훈）であった（2等賞を3名が、3等賞を2名が受賞した）。公炳禹は眼科医師であったが、口述筆記させた原稿を確認することのわずらわしさからタイプライターの発明に向かった人物であり、打鍵速度に優れた公炳禹式（3ボル式）を開発した。公炳禹は特許を取り、試作品を世に出した。
1949年の段階ではハングル専用政策は実施前であり、漢字が扱えないハングルタイプライターの普及は進まなかった。公炳禹式タイプライターで印字されたハングルの字体は矩形に収まらずでこぼこした形になることも、普及が速やかに進まない背景にはあった。美観の問題に加え、字母を加えて改竄される懸念もあったためである。

### 朝鮮戦争とタイプライター
公炳禹のハングルタイプライターの試作品が完成してまもなく、朝鮮戦争が勃発した。戦争中、タイプライターの開発に当たっていた宋基周は北朝鮮に拉致されて消息を絶ったという。公炳禹もソウルを占領した人民軍によって政治犯として捕らえられたが、タイプライターに関心を示した人民軍将校によって釈放され、人民軍がソウルから撤退する混乱の中で逃れることができたという。
ハングルタイプライターの普及に向けて状況が変化する契機は、朝鮮戦争中の1952年に海軍が行政事務効率化のために導入したことであるとされる。海軍参謀総長の孫元一はタイプライターの試作品に興味を持っており、公炳禹式タイプライターを米国で生産して海軍で運用した。

### 大韓民国におけるハングルタイプライターの普及
大韓民国でのハングルタイプライターの普及には、ハングル専用政策がとられて公文書をハングルのみで作成する方針も寄与しているとされ、1961年にはすべての公文書をタイプライターで作成するよう制度化された。
海軍での導入以後、官公庁でのタイプライター導入が進んだが、国防部や外交部など情報処理スピードを重視する省庁では公炳禹式が用いられ、文教部や援護庁 (ko:대한민국 원호처) ではハングルの字体の整った金東勲式（5ボル式）が好まれた。官公庁では公炳禹式・金東勲式の両製品が圧倒的シェアを誇っていた（公炳禹式がやや多い）が、このほかチャン・ボンソン（장봉선、5ボル式）、ペク・ソンチュク（백성죽、4ボル式）、チン・ユングォン（진윤권、3ボル式）などによって、さまざまな鍵盤配列のタイプライターが生産され、1960年代には16種類に達したという。
規格が統一されていないことからは混乱も生じたため、1957年には文教部内に「ハングルタイプライター文字盤合理的配列協議会」(한글 타자기 글자판 합리적 배열 협의회) が設置されて調整が図られ、プロスギ（字母を組み合わせずに横書きに並べる方法。後述）をもとにした2ボル式の規格も提案されたが成功しなかった。1969年に国務総理訓令によって「標準キーボード」（4ボル式）が公布された。既存タイプライターメーカーは反発し、規格統一はならなかったものの、官公庁では一定のシェアを占めた。
商業高等学校でタイプライター教育が行われ（1969年からはタイプライターが実業科の教科目になった）、企業が採用にタイプライター技能を考慮に入れるようにしたことから、タイプライターは一般に普及した。1970年には文教部がタイピング能力検定試験 (타자능력검정시험) の規則を作成し、5等級の技能検定を行った。
ハングルタイプライターは、コンピューターが普及していく1980年代まで、ハングルの機械化を先導した。1983年、国務総理訓令によって従来のタイプライターの「標準キーボード」（4ボル式）が破棄され、テレタイプ用の2ボル式キーボードと同様の2ボル式キーボードが「標準キーボード」とされて、タイプライター・テレタイプ・コンピューターのキーボードの統一が図られた。

## ハングルの特徴とキー配列

ハングルの構成。赤が初声、青が中声、黒が終声を表す字母。

字母の組み合わせ方を示す概念図。赤が初声、緑が中声、紫が終声の配置。

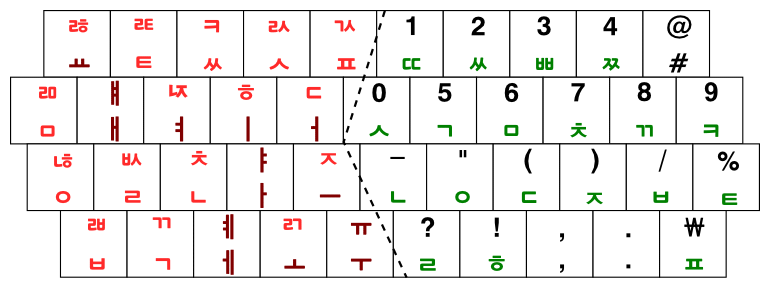
3ボル式鍵盤配列の例（最初期（1950年代）の公炳禹式鍵盤配列）。緑が初声、茶が中声、赤が終声をタイプするキー。

ハングルは、字母と呼ばれる構成要素の組み合わせによって表現される文字である。ハングルタイプライターのキーは字母に対応している。ハングルの字母には母音字母と子音字母の2種類があり、ひとつの音節の初声・中声・終声に従って組み合わされる（ハングルの字母の組み合わせ参照）。初声（子音）と中声（母音）は左右に組み合わされることもあれば上下に組み合わされることもあり、また終声（子音。パッチムと呼ばれる）は付くことも付かないこともある。印刷活字のようにハングルを矩形に収めることを規範とするならば、タイプライターは組み合わせによって異なってくる字母の配置やデザインに対応する必要があり、相応に複雑化する。
なお、字母の組み合わせを考えないならば、ハングルタイプライターは欧文タイプライターと同程度に単純化することが可能である。20世紀前半、言語近代化の過程で、言語学者周時経や崔鉉培らはハングルの表記方法としてプロスギ（풀어쓰기。日本語では「分解横書き」とも意訳される）を提案した。たとえば「한글」を「ㅎㅏㄴㄱㅡㄹ」と表記する方法である。プロスギの採用はタイプライターの規格にとどまらず言語表記・文字そのもののありかたに関わる問題となる。
このような特徴のあるハングルの印字を実現する入力装置について、以下のようないくつかの方式があった。なお、「ボル」（벌）は、「組」や「揃い」（英語でいうところの「セット」）を意味する朝鮮語固有語である。
2ボル式（2벌식/두벌식）
「母音字母」「子音字母」の2つにグループに分けてキーを配置したもの。キーが少ないため配列が覚えやすい利点があるが、同じ子音字母の活字を初声と終声で用いるために、3ボル式と比較した際にデザイン的には難があるとされる。1970年代にはハングルテレタイプ用のキーボード配列に用いられ、1983年の「標準キーボード」に採用された。
3ボル式（3벌식/세벌식）
字母を「初声」「中声」「終声」の3つにグループに分け、キーを配置したもの。初声で用いる子音字母と終声で用いる子音字母を別のキーに割り当てており、書体もそれぞれ別にデザインしている。公炳禹式はこの方式の一種であり、金東勲式（5ボル式）に比べると打鍵速度に優れているとされる。
「ハングル機械化の父」(한글기계화의 아버지) とも呼ばれる公炳禹（1907年 - 1995年）は、1949年にタイプライター用のキー配列を最初に発表した後も改良を重ね、1990年代のコンピューターの時代まで活動した。
4ボル式（4벌식/네벌식）
字母を4つのグループに分けて処理するもの。1983年の「標準キーボード」は、「初声」「終声のない中声」「終声のある中声」「終声」の4つにグループ分けした。
5ボル式（5벌식/다섯벌식）
初声と中声の組み合わせ方や終声のあるなしによって、5つのグループに分けたもの。
1959年に初めて発売され金東勲式はこの方式の一種で、初声2組（辺子音14字母と冠子音14字母）・中声2組（終声が続く母音13字母と終声が続かない母音13字母）・終声1組（16字母）を組み合わせていた。金東勲式は公炳禹式（3ボル式）に比べるとハングルの字形が整っているとされる。
4ボル式や5ボル式は、組み合わせたハングルが矩形に収まるように設計されており、また字体が別個にデザインされているため、他の方式に比べて視覚的に美しいとされた。3ボル式で印字されたハングルは矩形に収まらずでこぼこした形状になるが、可読性（認識速度）はかえってすぐれているという見解もある。

## ハングルタイプライターの遺産

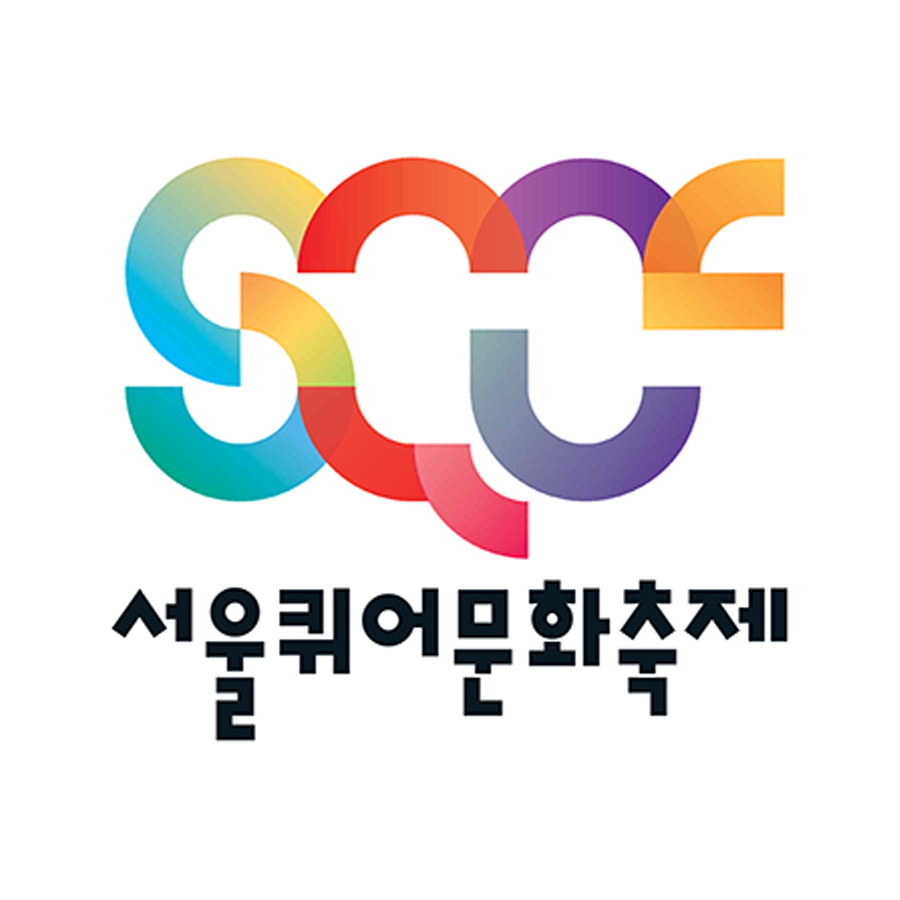
字母を単位とする3ボル式タイプライターの文字デザインは、ハングルのフォントデザインの一種として根を下ろした（ソウル・クィア・カルチャー・フェスティバルのロゴ）。

### コンピューター用キーボードのキー配列
コンピューターやワープロ専用機は、機械式のタイプライターで問題となっていた点（字母の組み合わせ方による位置や字形の変化）をプログラムによって解決した。コンピューターのキーボードは、2ボル式の「標準キーボード」が広く普及している。
2ボル式キーボードの普及後も、3ボル式キーボードには一定の愛好者がおり、打鍵速度の速さや初声・中声・終声の区別の論理性などの面で2ボル式よりも優れているという主張がなされていた。1990年代に公炳禹は3-90キーボードと3-91キーボードを発表した。
1990年半ばのMicrosoft Windows 95普及などにより、技術者でなくともコンピューターを十分に使用できるようになると、「ハングルの機械化」への関心は低下し、キー配列の優劣も問題にされなくなっていった。

### フォントデザインへの影響
3ボル式タイプライターの公炳禹は、印字効率を維持しつつ、字形の美しさも満たそうとし、数度にわたってフォントデザインを更新している。フォントや字母の印字位置を工夫しながら、字母を組み上げた文字や横組み文書全体のバランスに配慮した、精密な文字デザイン設計を行っているという評価がある。3ボル式タイプライターで試みられた、字母を中心とするフォントデザインは、ハングルのフォントデザインの一種として根を下ろした。